# Afrikanisches Palmenhörnchen
Das Afrikanische Palmenhörnchen (Epixerus ebii), auch Großes Rotschenkelhörnchen genannt, ist eine Art aus der Familie der Hörnchen und die einzige Art der Gattung Epixerus. Die mit bis zu 60 Zentimetern Gesamtlänge relativ großen Hörnchen leben sehr versteckt in mehreren voneinander getrennten Regenwaldgebieten Westafrikas. Über die Lebensweise der tagaktiven und weitgehend solitär lebenden Hörnchen ist relativ wenig bekannt. Sie ernähren sich von Samen und Früchten und in Teilen des Verbreitungsgebietes vor allem von hartschaligen Nüssen, die sie mit den Zähnen öffnen.

## Merkmale
Das Afrikanische Palmenhörnchen ist eine vergleichsweise große Art unter den afrikanischen Hörnchenvertretern. Die Kopf-Rumpf-Länge der Tiere beträgt etwa 27 bis 30 Zentimeter, der Schwanz erreicht mit 28 bis 30 Zentimetern eine nahezu identische Länge. Das Gewicht beträgt etwa 400 bis 650 Gramm, wobei die Männchen schwerer als die Weibchen sind. Die Gestalt ist schlank mit langen Beinen und einem langen, buschigen Schwanz. Die Hinterfüße sind mit einer Länge von etwa 55 Millimetern auffällig groß, die Ohrlänge beträgt 20 bis 22 Millimeter.
Die Tiere haben ein kurzes Fell und eine rötlich-braune Grundfärbung mit schwarzen und gelblichen Einsprenkelungen am Rücken und einer weißen Fleckung an der Kehle, die Bauchseite ist heller und rot-gelb gefärbt. An den Körperseiten befinden sich keine Streifen und die Bauchfärbung ist gegenüber der Rückenfärbung scharf abgegrenzt. Der buschige graue Schwanz besitzt an der Oberseite schwarze und blassgraue Streifen und an der Unterseite ein auffälliges Muster aus roten, schwarzen und weißen bis grauen Barren. Der Schwanz wird horizontal oder herabhängend getragen und nie aufgerollt über dem Rücken. Der Kopf ist kurz und breit mit einer sehr prominent ausgebildeten Kaumuskulatur. Die Augen sind groß, die Ohren ebenfalls. Sie reichen über die Stirn hinaus und sind weitgehend unbehaart. Die Weibchen haben acht bis zehn Paar Zitzen.
Verwechslungen mit dem Gemeinen Ölpalmenhörnchen (Protoxerus stangeri) kommen vor. Die rein baumlebende Art ist allerdings etwas größer und gedrungener und in der Färbung mehr grau, zudem sind die Ohren kürzer und reichen nicht über die Stirn hinaus.
| 1 | · | 0 | · | 1 | · | 3 | = 20 |
| 1 | · | 0 | · | 1 | · | 3 | = 20 |

Abweichende Merkmale finden sich auch im vergleichsweise langen Schädel, der mehr als 65 Millimeter misst und einige exklusive Merkmale aufweist. Der knöcherne Gaumen reicht deutlich bis hinter die hinteren Molaren und das Verhältnis der Länge des Gaumenbeins zum Augenabstand (interorbitale Breite) beträgt 56 bis 65 %. Die Tiere besitzen im Oberkiefer und im Unterkiefer pro Hälfte einen zu einem Nagezahn ausgebildeten Schneidezahn (Incisivus), dem eine Zahnlücke (Diastema) folgt. Hierauf folgen ein Prämolar und drei Molare. Insgesamt verfügen die Tiere damit über ein Gebiss aus 20 Zähnen.

## Verbreitung und Lebensraum

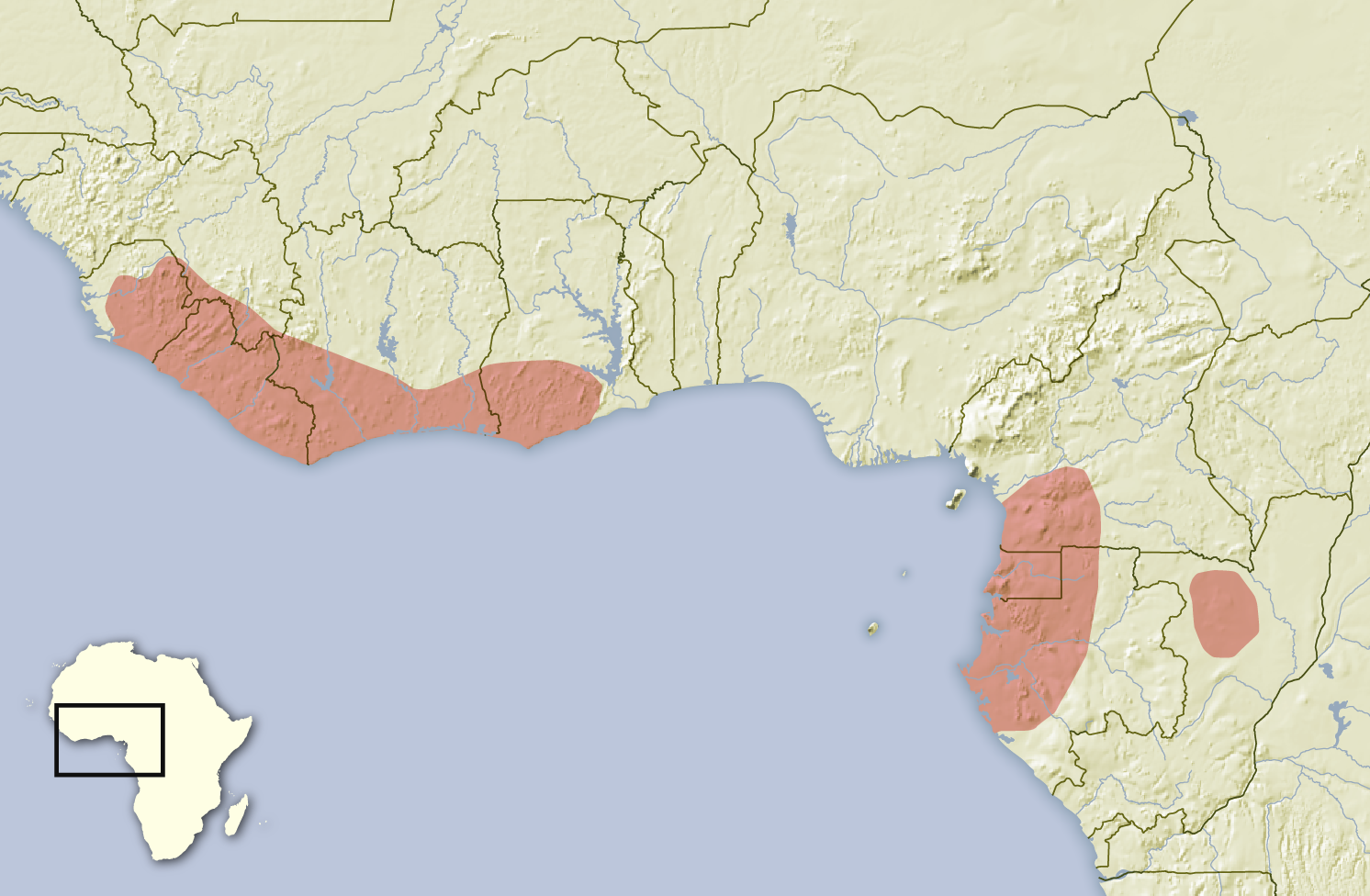
Verbreitungsgebiete des Afrikanischen Palmenhörnchens

Das Afrikanische Palmenhörnchen kommt in Teilen Westafrikas vor, wobei es in drei voneinander getrennten Gebieten lebt, deren jeweilige Populationen eigene Unterarten bilden. Die Nominatform E. ebii ebii lebt in der Elfenbeinküste und in Ghana westlich des Voltabeckens, die Unterart E. ebii jonesi westlich davon in Sierra Leone, wo sie nur am Bintamane und im Gola-Wald nachgewiesen ist, sowie in Liberia. Davon getrennt kommt E. ebii wilsoni in Kamerun südlich des Sanaga, in Äquatorialguinea und Gabun sowie in einem davon separierten Gebiet in der Republik Kongo vor.

## Lebensweise
Das Afrikanische Palmenhörnchen lebt vor allem in immergrünen Regenwaldgebieten und hält sich im Unterwuchs, häufig im Geäst von Bambuspalmen (Gattung Raphia) und ähnlichen Pflanzen auf. In Liberia leben die Tiere in nassen und feuchten immergrünen und laubwerfenden Wäldern, in Sierra Leone kommen sie zudem in Bergwäldern bis knapp über 1000 Metern Höhe vor. Die Hörnchen sind tagaktiv, weisen jedoch nur eine sehr kurze Aktivitätsphase auf. Sie leben zudem meist allein (solitär) und sehr versteckt im Geäst des Unterholzes, wodurch sie nur schwer zu finden und zu beobachten sind. In etwa 80 % der Sichtungen wurden Einzeltiere entdeckt, in den verbleibenden 20 % hielten sie sich in Paaren oder zu dritt an einem Ort auf. Die Reviergröße erwachsener Tiere wurde anhand von telemetrischen Messungen bei Einzeltieren in Gabun bestimmt und beträgt bei den besenderten Männchen etwa 22 Hektar, bei den Weibchen etwa 14 Hektar. Innerhalb des Gebietes verändern die Tiere ihre Positionen ständig, die Männchen mit etwa 115 Metern pro Stunde und die Weibchen mit 144 Metern pro Stunde.

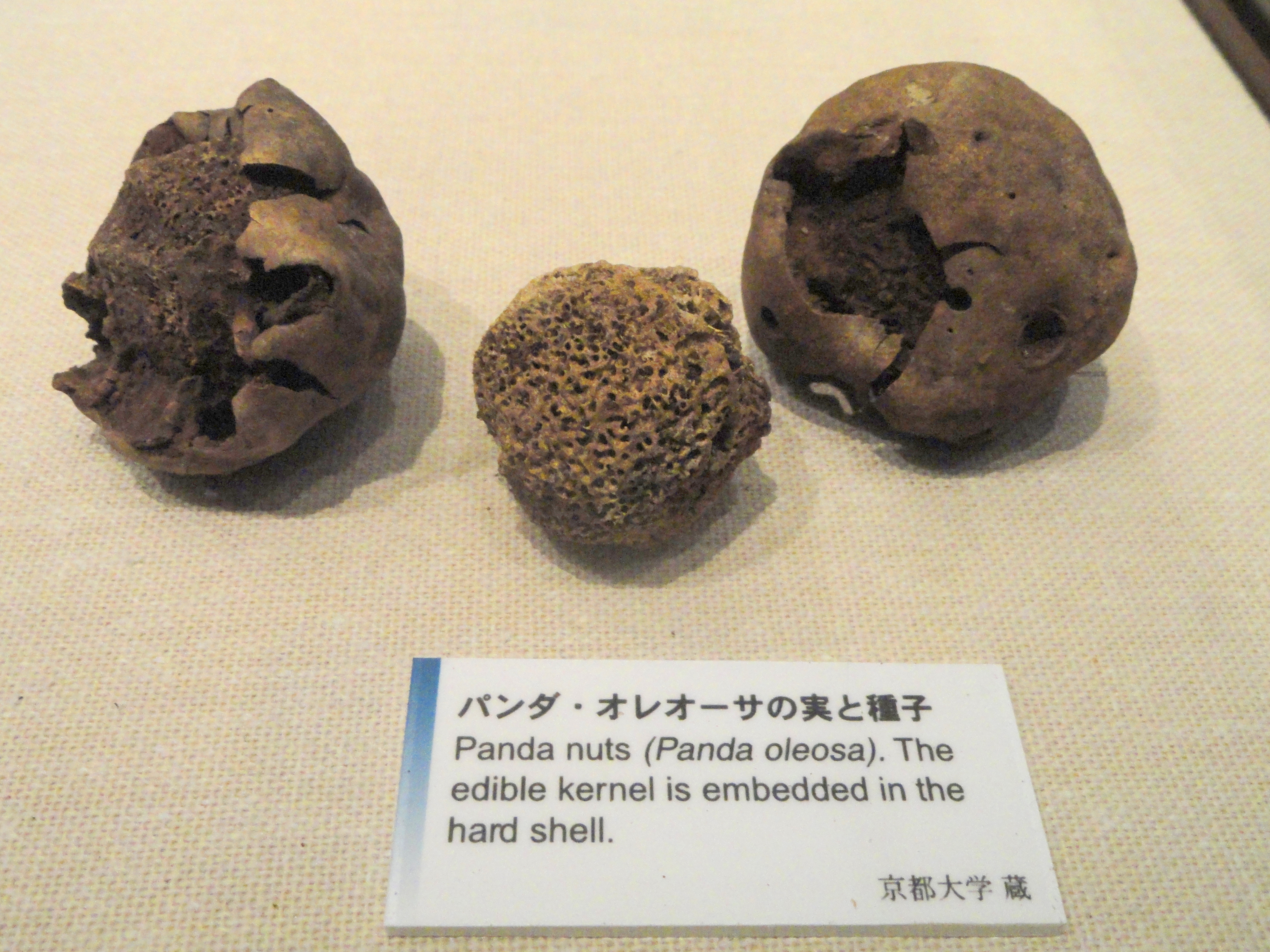
Steinkern von Panda oleosa

Die Tiere bauen ihre Nester in Baumhöhlen mit einem engen Eingang. Sie verlassen den Bau am Morgen und kehren am Nachmittag zurück. Ihre Nahrung finden die Tiere vor allem am Boden, den sie selektiv nach Insekten, Samen und herabgefallenen Früchten absuchen. Die Zusammensetzung der Nahrung variiert saisonal. In Gabun werden die harten Nüsse von Panda oleosa bevorzugt, die ansonsten vor allem von Elefanten genutzt werden. Die Tiere spalten ältere Nüsse und jüngere Nüsse werden entlang der Mittellinie aufgenagt und halbiert, um an den Kern zu kommen. In Regionen, in denen die Nüsse vorkommen, können Fressplätze der Hörnchen anhand der Schalen sehr gut identifiziert werden. Zum Fressen vor allem der harten Nüsse suchen sie sich im Unterholz in 0,5 bis 1,5 Metern über dem Boden einen festen Fressplatz, von dem aus sie potenzielle Gefahr früh sehen können und zugleich versteckt sind. Ihre Anwesenheit in einem Waldgebiet kann entsprechend anhand von aufgetürmten Schalenresten unterhalb niedrig hängender Äste erkannt werden. Zudem horten die Hörnchen die Nüsse im Abstand von mehr als 20 Metern von den Ursprungsbäumen und tragen so auch zur Verbreitung der Art bei. Bei Bedrohung klettern die Tiere in das Geäst und suchen sich einen Ast, auf dem sie mit herabhängendem Schwanz Ausschau nach der potenziellen Gefahr halten. Die Tiere stoßen bei Bedrohung stakkatoartige Töne aus, die von einem leisen Aufeinanderschlagen der Schneidezähne bei potenzieller Bedrohung bis zu hohen Rufen bei akuter Bedrohung reichen können. Während der Alarmrufe bewegen sie den herabhängenden Schwanz durch ruckartige Bewegungen am Schwanzansatz, wodurch der buschige Schwanz vorwärts und rückwärts bewegt wird.
Die Fortpflanzung der Tiere ist nur wenig erforscht und es gibt nur einen dokumentierten Wurf von zwei Jungtieren in einem Nest. In einem bekannten Fall wurde die Verpaarung von einem Weibchen im Östrus mit mehreren Männchen dokumentiert. Auch über potenzielle Prädatoren und Parasiten liegen keine Angaben vor.

## Systematik
Das Afrikanische Palmenhörnchen wird als einzige Art innerhalb der damit monotypischen Gattung der Afrikanischen Palmenhörnchen (Epixerus) eingeordnet. Die wissenschaftliche Erstbeschreibung stammt von Coenraad Jacob Temminck als Sciurus ebii aus dem Jahr 1853, der die Art am Rijksmuseum van Natuurlijke Historie in Leiden anhand von Individuen aus Ghana beschrieb. 1909 beschrieb Oldfield Thomas die Gattung Epixerus mit der Typusart Sciurus wilsoni Du Chaillu, 1860, heute ein Synonym für Epixerus ebii. Paul Belloni Du Chaillu, der als Afrikareisender weltbekannt wurde, hatte Sciurus wilsoni gemeinsam mit anderen Tierarten aus Äquatorial-Afrika 1860 in einem Brief mit dem Titel The President in the Chair beschrieben, der 1866 veröffentlicht wurde. Thomas grenzte die beiden damals bekannten Arten E. ebii und E. wilsoni gegenüber Protoxerus und Funisciurus aufgrund der Eigenschaften des Jochbogens und der Zahnskulptur ab.
Im Rahmen einer molekularbiologischen Untersuchung der Phylogenie der Hörnchen wurden die Ölpalmenhörnchen (Protoxerus) als Schwestergruppe des Afrikanischen Palmenhörnchens identifiziert, diese wiederum stehen innerhalb der Protoxerini einem Taxon aus den Rotschenkelhörnchen (Funisciurus) und Afrikanischen Buschhörnchen (Paraxerus) gegenüber.
Innerhalb der Art werden gemeinsam mit der Nominatform drei Unterarten unterschieden:
- Epixerus ebii ebii: Nominatform; in Elfenbeinküste und in Ghana westlich des Voltabeckens. Die Unterart hat einen rötlichbraunen Kopf und eine braune Rückenpartie.
- Epixerus ebii jonesi: In Sierra Leone und Liberia. Der Kopf und der Rücken sind rot gefärbt.
- Epixerus ebii wilsoni: In Kamerun südlich des Sanaga, Äquatorialguinea und Gabun sowie in einem davon separierten Gebiet in der Republik Kongo. Der Kopf und der Rücken sind gedeckt rötlich.

Epixerus ebii wilsoni wurde in der Vergangenheit als eigene Art unter dem Namen Biafra-Palmenhörnchen oder Wilson-Palmenhörnchen (Epixerus wilsoni Du Chaillu 1860) betrachtet, darin wird in dem Fall neben der Nominatform eine weitere Unterart Epixerus wilsoni mayumbicus beschrieben. Epixerus ebii jonesi wurde 1954 von Robert William Hayman als neue Unterart aus Sierra Leone beschrieben und nach dem Sammler T.S. Jones benannt, 1964 wurde diese Unterart auch aus Liberia bestätigt.
Fossil ist die Gattung Epixerus nicht nachgewiesen, allerdings wird das 1986 beschriebene Fossil des Kubwaxerus pattersoni aus dem späten Miozän in Kenia in die verwandtliche Nähe der Gattung gestellt.
Der Artzusatz im wissenschaftlichen Namen könnte sich auf den Fluss und die Ortschaft Ebi in Ghana beziehen. Ein möglicher Zusammenhang könnte zur Ethnie Igbo bestehen, die jedoch in Nigeria und nicht am Fundort des Typusexemplars lebt.

## Gefährdung und Schutzmaßnahmen
Obwohl die Bestandszahlen und die Entwicklung der Gesamtpopulation dieser Art bisher nicht ausreichend bekannt sind, wird sie bis auf Weiteres von der IUCN Least Concern (nicht gefährdet) eingestuft. Begründet wird dies mit der vergleichsweise weiten Verbreitung und den angenommenen großen Populationen. Die Tiere sind nicht häufig und werden nur selten angetroffen, in Museen sind nur wenige konservierte Exemplare vorhanden und sichere Sichtungen sind nur punktuell von einzelnen Gebieten bekannt.
Potenzielle Gefahren für die Bestände gehen von der Entwaldung durch den Holzeinschlag und durch die Umwandlung von Regenwaldflächen in landwirtschaftliche Nutzflächen aus. Lokal wird die Art von den Einheimischen in Netzen gefangen.

## Belege
1. 1 2 3 4 5 6 7 8 9 10 11  Richard W. Thorington Jr., John L. Koprowski, Michael A. Steele: Squirrels of the World. Johns Hopkins University Press, Baltimore MD 2012; S. 211–212. ISBN 978-1-4214-0469-1
2. 1 2 3 4 5 6 7 8 9 10 11 12 13  Louise H. Emmons: Epixerus ebii – Western Palm Squirrel. In: Jonathan Kingdon, David Happold, Michael Hoffmann, Thomas Butynski, Meredith Happold und Jan Kalina (Hrsg.): Mammals of Africa Volume III. Rodents, Hares and Rabbits. Bloomsbury, London 2013, S. 44; ISBN 978-1-4081-2253-2.
3. 1 2 3 4  Louise H. Emmons: Genus Exixerus – Western Palm Squirrel In: Jonathan Kingdon, David Happold, Michael Hoffmann, Thomas Butynski, Meredith Happold und Jan Kalina (Hrsg.): Mammals of Africa Volume III. Rodents, Hares and Rabbits. Bloomsbury, London 2013, S. 45–46; ISBN 978-1-4081-2253-2.
4. 1 2 3 4  Epixerus ebii in der Roten Liste gefährdeter Arten der IUCN 2015.1. Eingestellt von: P. Grubb, 2008. Abgerufen am 24. August 2015.
5. ↑  Louise H. Emmons: Observations on Litter Size and Development of some African Rainfiorest Squirrels. Biotropica 11 (3), 1980; S. 207–213.
6. 1 2  John M. Mercer, V. Louise Roth: The Effects of Cenozoic Global Change on Squirrel Phylogeny. Science 299, 2003; S. 1568–1572; doi:10.1126/science.1079705
7. 1 2  Epixerus ebii In: Don E. Wilson, DeeAnn M. Reeder (Hrsg.): Mammal Species of the World. A taxonomic and geographic Reference. 2 Bände. 3. Auflage. Johns Hopkins University Press, Baltimore MD 2005, ISBN 0-8018-8221-4.
8. ↑  Coenraad Jacob Temminck: Esquisses Zoologiques Sur la Côte de Guiné le Partie, les Mammifères. E.J. Brill, Leiden 1853; S. 129. (Digitalisat)
9. 1 2  Oldfield Thomas: The Generic Arrangement of the African Squirrels. The Annals and magazine of natural history, series 8 (3) 1909; S. 467–475; Erstbeschreibung von Epixerus auf S. 472. (Digitalisat)
10. ↑  Paul Belloni Du Chaillu: The President in the Chair. Proceedings of the Boston Society of Natural History Vol. 7, 1866; S. 358–364. ( Reprint Forgotten Books, 2013 (Memento vom 24. September 2015 im Internet Archive)); Erstbeschreibung von Sciurus wilsoni auf S. 364.
11. ↑  Robert William Hayman: IV.—A new west African squirrel. Annals and Magazine of Natural History: Series 12, Volume 7 (73), 1954; S. 16. doi:10.1080/00222935408651686
12. ↑  Hans-Jürg Kuhn: Epixerus ebii jonesi in Liberia. Bonner zoologische Beiträge, Heft 3/4, 1964. (Volltext)
13. 1 2  Epixerus Thomas, 1909 (Western Palm Squirrels). In: Ara Monadjem, Peter J. Taylor, Christiane Denys, Fenton P. D. Cotterill: Rodents of Sub-Saharan Africa. A biogeographic and taxonomic synthesis. De Gruyter, Berlin, Boston 2015; S. 66–70. ISBN 978-3-11-030191-5 (abgerufen über De Gruyter Online).
14. ↑  Richard L. Cifelli, Alfreda K. Ibui, Louis L. Jacobs, Richard W. Thorington Jr.: A Giant Tree Squirrel from the Late Miocene of Kenya. Journal of Mammalogy, 15. Mai 1986; S. 274–283. doi:10.2307/1380880
15. ↑  Beolens, Watkins & Grayson: The Eponym Dictionary of Mammals. Johns Hopkins University Press, Baltimore 2009, ISBN 978-0-8018-9304-9, S. 120 (Ebi).